# 파워배틀 와치카
《파워배틀 와치카》(영어: Power Battle Watch Car 또는 Wrist Racers 리스트 레이서스[*])는 삼지 애니메이션, 현대자동차, 이노션월드와이드, CJ E&M, 유니온투자파트너스가 제작한 대한민국의 애니메이션이다.

## 방송 일시
| 방송 채널 | 방송일                      | 방송 시간                       |
| --------- | --------------------------- | ------------------------------- |
| MBC       | 2015년 12월 21일            | 월요일 오후 3시 55분 ~ 4시 25분 |
| MBC       | 2016년 4월 7일 ~ 7월 7일    | 목요일 오후 3시 55분 ~ 4시 25분 |
| MBC       | 2016년 8월 23일 ~ 11월 15일 | 화요일 오후 3시 55분 ~ 4시 25분 |

## 줄거리
때는 근미래. 제이에이치모터스라는 자동차 제조 회사에서 어린이들을 위해 와치카라는 인공지능 미니카와 그를 이용한 스포츠를 만든다. 와치카는 전 세계적인 유행을 탄다. 와치카의 마스터 중 하나인 지노는 그의 와치카인 블루윌과 함께 와치카 배틀리그에 나간다.

## 등장인물

### 주인공
• 카이 (검은의제왕시상자 )
와치카는 불러드로 무패의 전 시즌 챔피언의 검은황제의 소유자로 차갑고 시크한 성격으로 패배를 용납하지 않으며 냉정하고 잔혹하게 상대를 제압한다.
- 지노(히어로즈컵 배틀리그 챔피언)

이 작품의 주인공으로 와치카는 블루윌이다. 장난기가 많고 허세를 많이 부리지만 긍정적이고 정의롭고 활발하며 챔피언의 꿈을 향해 실력을 키워 나간다. 때론 부족한 면도 보이지만 경험을 쌓으며 성장 중이다.
- 로이

와치카는 아반이다. 차갑고 냉철한 성격의 시크한 현실주의자로 트웰브 마스터즈의 실력자로 지노와 카이와는 라이벌이다.또한 가면 갈수록 아리를 짝사랑하게 된다. 또한 소피의 사랑을 받고 있기도 하다.
- 아리

와치카는 소나이다. 활달하고 명량한 성격에 엉뚱하면서도 감성이 풍부한 소녀로 외모와 상반된 털털한 매력을 가지고 있다. 먹는 것을 아주 좋아하며 할말 다 하는 성격이다.
- 마루

와치카는 포티이다. 돌직구에 부산사투리를 쓰는 화끈한 소년이자 와치카 정비사인 맥의 조카로 분석력이 뛰어난 과학 마니아로 지노와 로이의 경기 상대 분석에 도움을 주며, 때로는 발명품으로 큰 웃음을 주고 있다. 

### 암흑의 특전단
- 총수:자비스

와치카는 제우스이다. 한때 유진박사의 밑에서 연구한 인물이였으며 와치카를 전투병기로 연구하는 것을 유진 박사가 인정을 하지 않자 스스로 물러 나간 뒤 간부들인 토리와 쿠리와 함께 전투병기 와치카를 연구하고 있다.
- 토리

암흑의 특전대의 홍일점으로 얼굴이 매우 예쁘고 키가 크고 날씬한 여성이지만 힘이 장사라서 자기보다 무거운 쿠리를 번쩍 들어올릴 수 있다. 하지만 머리를 쓰는 허당 조직이다.
- 쿠리

암흑의 특전대중에서 키가 가장 작고 뚱뚱한 체형의 허당 조직이다.

### 기타 등장인물
- 맥

와치카 정비사이자 마루와마리의 삼촌이다. 마루와 함께 와치카에게 사용할 수 있는 발명품을 연구하고 있다.
- 유진 박사

와치카를 연구하는 연구원이다.
- 메이

맥의 아내이자 마루와마리의 숙모이다.
- 마리

마루의 여동생아자 맥와매이의 조카이다.
- 브레이킹

와치카는 엑스커로 카이의 파트너이다. 다혈질적인 성격에 음슴체를 붙여서 말하는 버릇이 있다.
- 슈미트

와치카는 티커로 카이의 파트너이다. 다혈질적인 브레이킹과 달리 냉정침착하며 생각이 깊지만 음험한 성격을 지녔다.
- 소피

와치카는 루시아로 로이를 짝사랑하고있는 인물이다. 인기아이돌 출신이라 귀엽고 깜찍한 성격을 지녔지만 질투심이 강하다.
- 아인

와치카는 가우스로 과학 분야에서는 천재적이지만 도가 지나쳐서 괴짜로 낙인찍힌다.
- 셰이크

와치카는 밀리언으로 회사기업 그룹의 후계자 도련님이다.
- 삼동

와치카는 험비로 시골출신이라서 그런지 사투리를 쓴다. 한때 와치카 연구소에서 머물렀던 인물이다.
- 타미

와치카는 스완으로 낡은 와치카때문에 스완을 싫어하게 됐지만 배틀을 치른 후 와치카를 사랑하는 마음으로 성장한다.
- 아이린

와치카는 네온으로 명량하고 열렬한 성격을 지닌 소녀이다. 트웰브 마스터즈이다.
- 레오

와치카는 써니로 처음에는 마음씨가 약하고 로이와 친할 정도로 착한 성격을 지닌 소년이었지만 두 소년들이 레오의 와치카를 나무에 묶어 놓고 로이가 했다는 거짓말을 들은 뒤 상처를 받게 됐고 총수가 준 와치카 키를 받은 뒤부터 얼음의 귀공자로 부를 정도로 강력해졌고 이때 써니는 프론이 되어 버렸다.
- 한스

와치카는 빅터로 미남이지만 사실은 여자를 밝히는 바람둥이이다.
- 하이디

와치카는 재키로 평소에는 차분하지만 운전대를 잡거나 와치카 배틀을 임할때의 경우 난폭한 성격으로 변해버린다.
- 리아

와치카는 베이로 한때 지노의 블루윌을 바꿔달라고 부탁한 인물이였다.
- 아론

와치카는 헤라클로 레슬링 출신이자 맥과 절친이다.

## 목소리 출연
- 엄상현: 지노/블루윌
- 전태열: 로이/아반/총수
- 정혜원: 아리/소나
- 정영웅: 마루/포티/맥
- 신용우: 카이/쿠리/삼동/한스
- 이민규: 브레이킹/유진 박사
- 남도형: 슈미트/아인/셰이크/레오/아론
- 배진홍: 토리/소피/메이
- 홍소영: 마리/타미/하이디/리아

## 스태프
- 기획: 홍상운
- 책임 프로듀서: 최창규

애니메이션 제작
- 기획: 김수훈
- 공동기획/제작지원: 이윤수, 박재민, 심장희, 주용한, 박명진, 전제민, 조호신, 신동식, 한지수, 이강산, 정찬경, 이미지, 박두리, 이재우, 하연주, 홍민영
- 연출감독: 이영준
- 기획 프로듀서: 민현기, 송미선
- 기획 코디네이터: 박상글
- 시나리오 감독: 김수훈
- 시나리오 슈퍼바이저: 신현덕
- 시나리오 작가: 최인희, 이소현
- 시나리오 보조작가: 백나래, 최현아
- 아트 디렉터: 김수훈
- 캐릭터 디자인: 박용주, MFS
- 배경 디자인: 이동진, 우석화, 애드리
- 메카닉 디자인: MFS, 이동진, 우석화
- 스토리보드 슈퍼바이저: 김승주
- 스토리보드: 윤소영, 한상은, 김왕엽, 김지혜, 조연성, 전우석, 이충식, 김상진, 차동석
- 제작 총괄: 김병우
- 제작 프로듀서: 김웅주, 이지은, 윤준석, 이준석
- 제작 코디네이터: 김영미, 민슬기, 우연이
- 모델링 슈퍼바이저: 안도문
- 모델링 팀장: 이승연
- 모델링: 김경태, 최두열, 한정훈, 강선미, 김상기, 장보배, 조미정, 박윤주, 강민지, 김다운, 이현일, 조윤주, 김상훈, 문성일, 박지언, 정재현, 박은미, 박세민, 최준혁, 정병협, 최지현
- 리깅: 장경수, 박영선, 이은혜
- 애니메이션 감독: 이영준
- 애니메이션 슈퍼바이저: 김영진, 곽수진, 박성배, 김상연, 이덕주, 김완수, 정재혁, 임철훈, 김유진
- 선임 애니메이터: 박세나, 오수민, 전민정, 정수지, 홍은주, 민슬아, 이지성, 박재명, 우효정
- 애니메이터: 고혜영, 전경혜, 김영지, 이수진, 민경무, 류한조, 이은진, 김홍수, 박설하, 김봉용, 김유민, 송왕근, 유주희, 이주희, 최두식, 김경하, 김등대, 김하경, 서준, 이용진, 김수민, 김은정, 서명보, 조준배, 박주영, 고아란, 조준상, 주현종, 최광명, 손성진, 김은지, 박상권, 구다희, 윤예슬, 박윤희
- 비주얼 슈퍼바이저: 서보국
- 라이팅/렌더링 메니저: 김성곤
- 라이팅 셋업 매니저: 채인수
- 라이팅 셋업: 강음
- 라이팅/렌더링: 이정아, 김태윤, 원대연, 이종효, 배소정
- 합성 슈퍼바이저: 김진수
- 합성: 류지영, 김주정, 박성순, 장재혁, 송여정, 김동환
- 이펙트 슈퍼바이저: 강명호
- 이펙트: 김대열, 박두환, 이승진, 박성우, 김효덕
- 모션 그래픽: 문승현
- 스크립트/ 파이프라인: 김종철
- 영상 편집: 이영준, 김웅주
- HD 레코딩: 곤 디지털 스튜디오
- 콘텐츠 사업 본부: 최규형, 김종래, 민지영, 채혜지, 김애주, 김민경, 우건파, 허주영
- 경영 지원: 이용혁, 권순확, 김연옥, 김진숙, 박은미
- 외주제작: ㈜락엔터, ㈜루트애니메이션, 블룸㈜
- 녹음 연출: 김래경
- 음악 감독: 동민호
- 음향효과 감독: 김지희
- 녹음/믹싱: 김학주
- 주제가 작사: 김수훈
- 주제가 작곡: 동민호
- 노래: 정재호
- 행정: 하숙자
- 조연출: 조은희
- 공동 기획 / 제작: 현대, 이노션월드와이드, 씨제이이앤엠(주), 유니온투자파트너스(주)
- 기획: MBC
- 제작: 삼지애니메이션